# Марлис Аман Марксер
Марлис Аман Марксер (31. јул 1952. године у Вадуцу) лихтенштајнска је политичарка и бивша министарка за инфраструктуру, животну средину и спорт у Лихтенштајну.

## Биографија
Рођена је 31. јула 1952. у Вадуцу као ћерка Едмунда и Еме Марксер. Дипломирала је 1969. године у Шану, након тога је отпутовала у Нешател, Женеву и Торки како би научила језике. Радила је од 1970. разне комерцијалне послове у Националној банци Лихтенштајна, међународном институту за трговину челиком и Pattchom Int. Eng. AG у Вадуцу. Радила је 1989—1995. у компанији свог супруга Amann Architektur AG са људским ресурсима, рачуноводством и финансијама. Била је судија поротник Кривичног суда Лихтенштајна 1993—2001. и резервни судија Управног суда 1997—2003. Била је члан разних комисија заједнице, члан управног одбора Фондације Софи фон Лихтенштајн за жене и децу 2006—13. и предложена је за члана локалног већа Ешена 2000. Године 2005. је изабрана за члана парламента у Ландтагу, а 2013. је именован за министарку за инфраструктуру, животну средину и спорт у влади Адријана Хаслера. Ханс-Адам II јој је 8. јуна 2017. доделио Командантски крст Орден за заслуге Кнежевине Лихтенштајн. Удата је за Манфреда Амана са којим има четворо деце.